# 白銀駅
白銀駅（しろがねえき）は、青森県八戸市大字白銀町字大沢片平にある、東日本旅客鉄道（JR東日本）八戸線の駅。

## 歴史
- 1934年（昭和9年）6月1日：開業（管理駅は鮫駅）[2]。
- 1944年 (昭和19年) 3月31日：休止[3]。
- 1952年 (昭和27年) 11月15日：旅客営業復帰[4]。
- 1987年（昭和62年）4月1日：国鉄分割民営化により、JR東日本の駅となる[2]。
- 2005年（平成17年）12月10日：鮫駅の本八戸駅被管理化により駅員派遣廃止、無人化（簡易自動券売機設置まで暫定的に盛岡運輸区から要員派遣）。
- 2006年（平成18年）2月23日：自動券売機設置。
- 2015年（平成27年）12月1日：本八戸駅の業務委託化による駅長・助役配置廃止に伴い、八戸駅長管理下となる。
- 2024年（令和6年）10月1日：えきねっとQチケのサービスを開始[1][5]。

## 駅構造
単式ホーム1面1線を有する地上駅である。2005年（平成17年）までは鮫駅より駅員が派遣されていた。現在は八戸駅管理の無人駅となり、便所は撤去され、自動券売機が設置されているのみである。ただし、休日を含む全日の朝のみ八戸運輸区の社員が派遣され、集札を行う（集札実施列車のみワンマン列車であってもすべてのドアが開く）。

## 利用状況
JR東日本によると、2000年度（平成12年度）- 2004年度（平成16年度）の1日平均乗車人員の推移は以下のとおりであった。
| 乗車人員推移       | 乗車人員推移     | 乗車人員推移 |
| 年度               | 1日平均 乗車人員 | 出典         |
| ------------------ | ---------------- | ------------ |
| 2000年（平成12年） | 918              | [ 6 ]        |
| 2001年（平成13年） | 928              | [ 7 ]        |
| 2002年（平成14年） | 870              | [ 8 ]        |
| 2003年（平成15年） | 788              | [ 9 ]        |
| 2004年（平成16年） | 779              | [ 10 ]       |

## 駅周辺
- 青森県道1号八戸階上線
- 青森県道29号八戸環状線
- 青森みちのく銀行鮫支店・鮫白銀支店
- 独立行政法人労働者健康福祉機構青森労災病院
- 八戸学院光星高等学校
- 八戸工業大学第一高等学校
- 青森県立八戸北高等学校
- 八戸警察署みなと白銀交番
- 八戸白銀郵便局
- 青い森信用金庫白銀支店（旧・八戸信金店）
- 八戸漁港
- 三嶋神社
- 秋葉山神社

## 隣の駅
東日本旅客鉄道（JR東日本）
■八戸線
陸奥湊駅 - 白銀駅 - 鮫駅